# Sde Boker
Sde Boker (en hebreo: שדה בוקר ) es un kibutz en el desierto del Néguev, en el sur de Israel. Este kibutz es conocido por haber sido el lugar de retiro del que fuese primer ministro de Israel, David Ben-Gurion. El municipio de Sde Boker, pertenece a la jurisdicción del consejo regional del Néguev. En el año 2014, su población ascendía a 426 personas.

## Historia

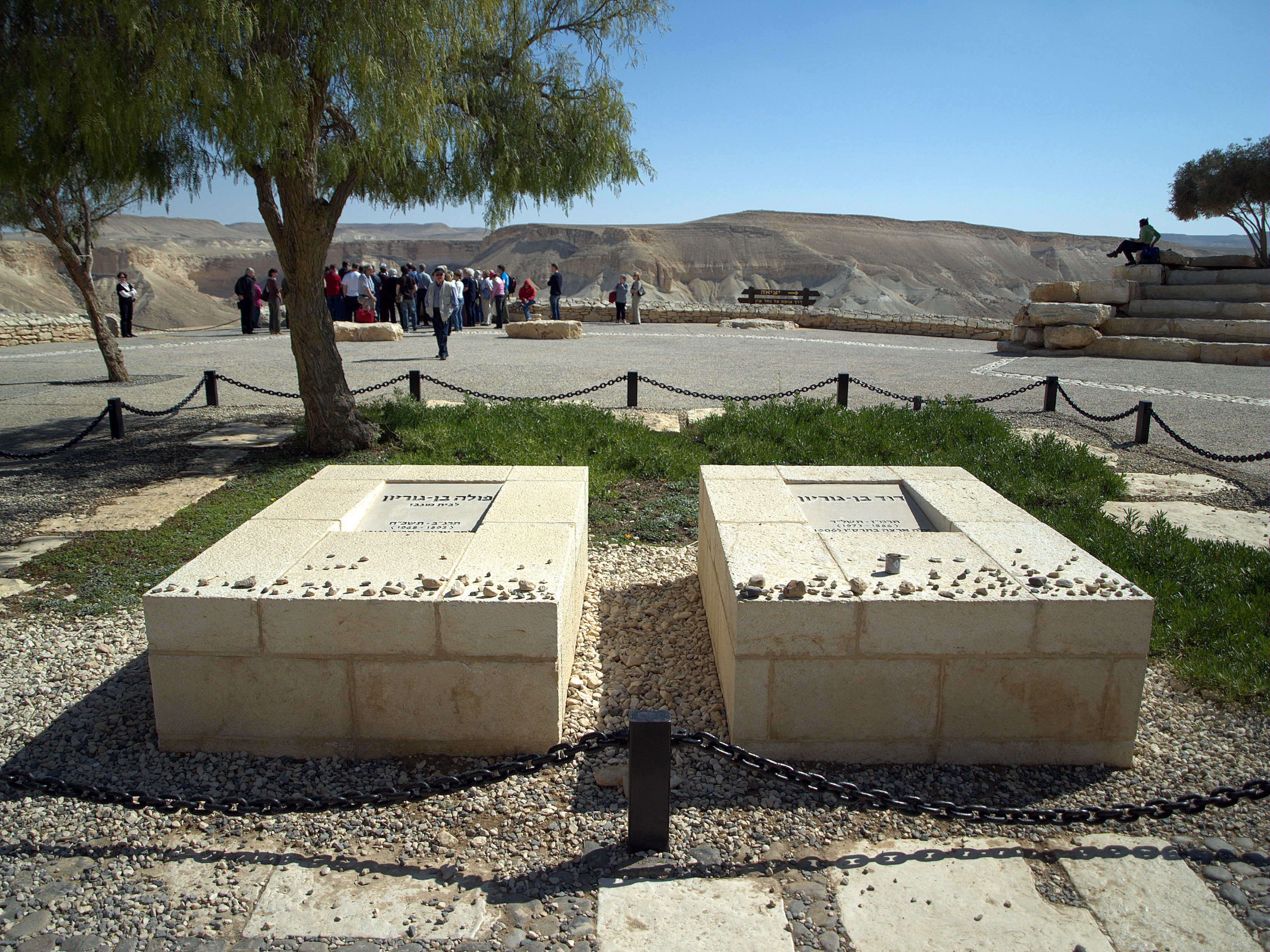
Tumbas de Paula y David Ben-Gurión en el cercano Midreshet Ben-Gurión.

Una granja o un pequeño pueblo agrícola existía allí a principios del periodo islámico, desde finales del siglo séptimo, hasta principios del siglo noveno. Restos de docenas de estructuras existen, entre ellas una mezquita cercana donde se han encontrado centenares de inscripciones en árabe.
El kibutz fue establecido en el 15 de mayo de 1952. En 1953, el primer ministro Ben-Gurión, renunció a su cargo, y marchó a vivir al kibutz. A pesar de que volvió a la política en 1955, continuó viviendo en el kibutz hasta su muerte en 1973, cuando fue enterrado cerca de Midreshet Ben-Gurión, junto a su esposa Paula. Ben Gurión se fue a vivir al kibutz debido a su visión de cultivar el árido desierto del Néguev, y de construir pueblos y asentamientos como Yeruham o Dimona. Ben Gurión creía que finalmente el Néguev sería el hogar de muchos judíos que emigrarían a Israel, y sentía que Sde Boker era un ejemplo a seguir. En sus notas Ben-Gurión a menudo escribe sobre sus esfuerzos para hacer florecer al árido Néguev. Sde Boker es bien conocido por sus tiendas beduinas. El hogar de David y Paula Ben Gurion ha sido convertido en un museo.